# مانفرد دونیکه (دوچرخه‌سوار)
مانفرد دونیکه (انگلیسی: Manfred Donike; ۱۳ ژوئن ۱۹۶۰ – ۲۳ فوریهٔ ۲۰۰۳) دوچرخه‌سوار اهل آلمان بود.